# 多尼芬 (堪薩斯州)
多尼芬（Doniphan）為一座位在美國堪薩斯州多尼芬縣的小型非建制地區。海拔高度262公尺（860英尺），聯邦資料處理標準代碼為20-18275，地名資訊系統編號為473282。多尼芬為密蘇里州聖約瑟夫－堪薩斯州都會統計區的一部分。

## 歷史
此城鎮始建於1854年11月11日，1869年成立多尼芬。此社區的名字以美墨戰爭軍事領袖亞歷山大·威廉·多尼芬為名。
此社區的郵政局於1855年3月3日開設，持續到1943年8月15日結束營運。

## 延伸閱讀
- Gray's Doniphan County History: A Record of the Happenings of Half a Hundred Years
- William G. Cutler's History of the State of Kansas（页面存档备份，存于）